# Эммануэль в Америке
«Эммануэль в Америке» (англ. Emanuelle in America) — итальянский фильм 1977 года в жанре сексплотэйшн, третий из серии «Чёрная Эммануэль» с Лаурой Гемсер в главной роли. Это второй фильм в серии, снятый Джо Д’Амато. В нём журналистка Эммануэль расследует производство снафф-фильмов и другие события. В некоторых версиях, выпущенных лишь на отдельных рынках, присутствуют сцены хардкорной порнографии, откровенного насилия и зоофилии.

## Сюжет
В студии на Манхэттене Эммануэль участвует в съёмке обнажённой фотосессии. Модель по имени Джанет рассказывает о своём парне Тони — девственнике-философе, считающем, что секс является источником всех бед современного общества. Она жалуется, что они только и делают, что разговаривают. Позже, в автомобиле, Эммануэль становится жертвой нападения со стороны Тони, который угрожает убить её за «сексуальную распущенность». Эммануэль узнаёт о его детской сексуальной травме, защищает идею «чистоты» сексуальности и начинает делать ему минет. В панике Тони убегает.
У себя дома Эммануэль застаёт своего парня Билла, играющего с пистолетом Тони. Пока она собирается на встречу, Билл, испытывая сексуальное возбуждение, притворяется, будто хочет покончить с собой, и уговаривает Эммануэль остаться и заняться с ним сексом.
Планируя расследовать деятельность миллиардера Ван Даррена, Эммануэль посещает боксерский зал. Там бывший боец Джо, ставший тренером после того, как его заменили на посту телохранителя Ван Даррена, передаёт ей поддельные документы. Гарем Ван Даррена состоит из двенадцати женщин, соответствующих знакам зодиака. В данный момент свободна только роль Девы.
На вилле Ван Даррена Эммануэль внедряется в гарем. У бассейна она присоединяется к двум женщинам, играющим в подводную лесбийскую игру. При осмотре конюшен она находит тайник с оружием, помеченный как «подковы». Один из гостей — герцог Эльбы Альфредо Эльвизе — придерживается моногамных взглядов, в отличие от хозяина. Вечером присутствующие наблюдают, как женщина мастурбирует лошадь. Наедине с Ван Дарреном Эммануэль высмеивает его отношение к сексу как к проявлению власти и денег. В игровой комнате она обыгрывает его в покер-дайс и выигрывает значительную сумму. Позже она сбегает с виллы на автомобиле Эльвизе, который приглашает её в свой палаццо в Венеции.
Там герцог застаёт свою жену с другим мужчиной и, в отместку, вступает в связь с Эммануэль. Когда к ним присоединяется жена, Эммануэль уходит, оставляя супругов воссоединёнными. Позже Билл навещает её, и они занимаются сексом во время репетиции концерта Вивальди. На приёме в особняке Эммануэль узнаёт об островном курорте в Карибском море, где женщинам предоставляют мужчин для сексуальных утех. Также она обнаруживает, что герцог хранит коллекцию поддельных картин. Когда на вечеринке вскрывают торт-сюрприз, мероприятие переходит в оргию, которую Эммануэль фотографирует.
Вернувшись в студию на Манхэттене, Эммануэль узнаёт от Джанет, что теперь Тони думает только о сексе. Оставшись одна, она занимается телефонным сексом с Биллом.
Позже Эммануэль под видом клиентки проникает на тот самый островной курорт. Она фотографирует пары и различные сексуальные ролевые игры. Одна из женщин во время полового акта смотрит 8-миллиметровый снафф-фильм, что шокирует Эммануэль. Её личность раскрывается, когда один из работников узнаёт её по публикациям. Эммануэль сбегает, соблазнив, одурманив и изнасиловав директоршу курорта, после чего уезжает с водителем. По дороге они занимаются сексом.
След снафф-фильма приводит Эммануэль к американскому сенатору в Вашингтоне, которого она соблазняет. Представляясь консерватором и патриотом, сенатор приглашает её в свою студию. Там он показывает ей свою коллекцию снафф-фильмов. Влюблённый, он вступает с ней в половую связь и подсыпает наркотик в её напиток. Эммануэль переживает галлюциногенное видение, в котором они вместе отправляются в Южную Америку и становятся свидетелями пыток и изнасилований. Утром сенатор получает обещание, что она его снова навестит.
Эммануэль не уверена, были ли увиденные ею сцены реальностью, пока редактор не показывает ей сделанные ею фотографии. Считая материал сенсацией века, она шокирована, узнав, что редакции запретили его публиковать. Разочарованная, она решает взять бессрочный отпуск.
Отдыхая с Биллом на острове, Эммануэль оказывается пленённой местным племенем, вождь которого собирается сделать её своей двенадцатой женой. Билл признаётся, что продал её за ожерелье из ракушек и пиво. Однако после церемонии появляется съёмочная группа из США. Оказывается, племя — это актёры. Не желая участвовать в фильме, Билл и Эммануэль убегают по пляжу навстречу закату.

## В ролях
- Лаура Гемсер — Мэй «Эммануэль» Джордан, журналистка
- Габриэле Тинти — Альфредо Эльвиз
- Роджер Браун — Сенатор
- Риккардо Сальвино — Билл
- Ларс Блох — Эрик фон Даррен
- Паола Сенаторе — Лаура Эльвиз
- Мария Пьера Реголи — Диана Смит
- Джулио Бьянчи — Тони
- Ефрем Аппель — Джо
- Марина Хедман — в титрах не указана

## Производство
Режиссёром фильма стал Джо Д’Амато, он же был и оператором картины, в титрах был записан под своим настоящим именем Аристид Массачези. Д’Амато оказал большое влияние на эту серию и способствовал её популярности и широкой известности. Однако постановка первого фильма серии была поручена не ему. Главную роль, как и в предыдущих фильмах, исполнила Лаура Гемсер, которая в последующие годы снялась во многих других эротических фильмах.
Фильм был снят в Венеции, Риме, Нью-Йорке и Вашингтоне. Роскошная вилла, показанная в фильме (по сюжету расположенная неподалёку от Нью-Йорка), на самом деле — знаменитая вилла в Ольджате (пригород Рима), которая активно использовалась в итальянском кино 1970—1990-х годов и фигурировала более чем в шестидесяти фильмах.
Сценарий фильма были написаны режиссёром Пьеро Виварелли и Марией Пиа Фуско, которая впоследствии стала известной журналисткой газеты la Repubblica. Оба автора также работали над сценариями других фильмов серии «Чёрная Эммануэль».

## Цензура
Фильм «Эммануэль в Америке» вызвал широкий резонанс благодаря ряду сцен, значительно выходящих за рамки хардкора (при этом Лаура Гемсер в них участия не принимала), а также сцене зоофилии, в которой происходит сексуальная стимуляция полового органа жеребца. Эта сцена долгое время была доступна только в крайне редких и чрезвычайно дорогих VHS-изданиях в неотцензурированном виде, поскольку даже в сравнительно либеральных странах, таких как Нидерланды, её вырезали из фильма.
Кроме того, скандалы вызвал якобы документальный фрагмент со снаффом. В течение длительного времени эти реалистично выглядящие сцены считались подлинными. Только после выхода фильма о съёмках на итальянском DVD это заблуждение было окончательно опровергнуто.
Из-за провокационного содержания все немецкие издания фильма до недавнего времени выходили в урезанном виде. Уже при показе в немецких кинотеатрах фильм был сокращён на три минуты. В VHS-версиях общая продолжительность вырезанных фрагментов превышала 10 минут. Впоследствии прокуратура занялась фильмом, так как Федеральное ведомство по контролю за вредоносными для молодёжи публикациями (BPjM) по-прежнему усматривало в его содержании состав правонарушения. Согласно обоснованию ведомства, это связано с «социально-этической дезориентацией» детей и подростков, особенно в вопросах гендерных ролей.
По сей день неотцензурированная версия DVD не получила допуска FSK в Германии и должна маркироваться как «непроверенная». Между тем, в других странах фильм также подвергался цензуре, чтобы избежать получения статуса порнографического произведения или ограничений по показу. Так, сокращённые версии фильма выходили в Нидерландах, Бельгии, Дании (в переиздании) и Италии. Рекорд по степени цензуры принадлежит Великобритании, где версия на VHS была урезана более чем на 18 минут.

## Критика
После выхода фильм был негативно воспринят кинокритиками. Так Клаудио Г. Фава описывал его в Corriere Mercantile как коллаж эротических и псевдоэротических сцен, пострадавший от цензуры, лишившей его основной причины для существования — откровенных сцен секса. По мнению критика, фильм представлял собою пародию на порнографические комиксы. Немецкий католический киножурнал Filmdienst описывал его как фильм о беспорядочно меняющей половых партнёров дорогой проститутке и призывал воздержаться от просмотра.
Позднее фильм был переоценен рядом специализированных изданий, таких как журнал Nocturno. Издание отметило, что «Эммануэль в Америке» не только привнёс в серию фильмов комиксовую структуру, но и стал поворотным моментом в карьере режиссёра Джо Д’Амато. Он обозначил переход к преимущественно эротической тематике в его фильмографии, а также стал первым примером характерного для Д’Амато смешения жанров, что позволило создать любопытные и дерзкие фильмы, выделявшие его на фоне других итальянских кинематографистов того времени.